# Robert Lorenz
Robert Lorenz, souvent crédité R. Lorenz ou Rob Lorenz, est un réalisateur, scénariste, assistant réalisateur et producteur américain.

## Biographie
Travaillant depuis 1994 à la direction de Malpaso Productions, il a produit Mystic River (pour lequel il obtient une nomination aux Oscars), Mémoires de nos pères et Lettres d'Iwo Jima (pour lequel il obtint une nouvelle nomination à l'Oscar du meilleur film) avec son partenaire, Clint Eastwood. Il a également travaillé comme assistant réalisateur sur plus de 20 films.
Il réalise son premier film, Une nouvelle chance (2012), grâce à la proposition qui lui a été faite par Clint Eastwood.
Il ne revient à la réalisation qu'en 2021 avec le film d'action Le Vétéran avec Liam Neeson.

## Filmographie
Sauf indication contraire, les informations mentionnées dans cette section peuvent être confirmées par la base de données cinématographiques IMDb,  présente dans la section « Liens externes ».

### Réalisateur
- 2012 : Une nouvelle chance (Trouble with the Curve)
- 2021 : Le Vétéran (The Marksman)
- 2023 : In the Land of Saints and Sinners

### Assistant réalisateur / réalisateur de la seconde équipe
- 1991 : Massacre à la perceuse (Slumber Party Massacre III) de Sally Mattison (assistant de production)
- 1991 : Femme fatale d'Andre R. Guttfreund
- 1991 : Shakes the Clown de Bobcat Goldthwait
- 1991 : Cast a Deadly Spell (TV) de Martin Campbell
- 1991 : Cool as Ice de David Kellogg
- 1992 : Assolto per aver commesso il fatto d'Alberto Sordi
- 1992 : Memphis (TV) de Yves Simoneau
- 1992 : Seedpeople de Peter Manoogian
- 1993 : Monolithe de John Eyres
- 1994 : Le Gardien des Esprits de Sam Shepard
- 1994 : Exit to Eden de Garry Marshall
- 1994 : Angela, 15 ans - saison 1
- 1995 : Sur la route de Madison de Clint Eastwood
- 1995 : Last of the Dogmen de Tab Murphy
- 1995 : The Colony (TV) de Rob Hedden
- 1995 : Donor Unknown (TV) John Harrison
- 1996 : The Late Shift (TV) de Betty Thomas
- 1996 : A Face to Die For (TV) Jack Bender
- 1997 : Les Pleins Pouvoirs de Clint Eastwood
- 1997 : Minuit dans le jardin du bien et du mal de Clint Eastwood
- 1999 : Jugé coupable de Clint Eastwood
- 2000 : Space Cowboys de Clint Eastwood
- 2001 : Semper Fi (TV) de Michael W. Watkins
- 2002 : Crossroads de Tamra Davis
- 2002 : Créance de sang de Clint Eastwood
- 2003 : Mystic River de Clint Eastwood
- 2004 : Million Dollar Baby de Clint Eastwood
- 2014 : American Sniper de Clint Eastwood

### Producteur
- 2002 : Créance de sang de Clint Eastwood
- 2003 : Mystic River de Clint Eastwood
- 2004 : Million Dollar Baby de Clint Eastwood
- 2006 : Mémoires de nos pères de Clint Eastwood
- 2006 : Lettres d'Iwo Jima de Clint Eastwood
- 2007 : Rails & Ties d'Alison Eastwood
- 2008 : L'Échange de Clint Eastwood
- 2008 : Gran Torino de Clint Eastwood
- 2009 : Invictus de Clint Eastwood
- 2010 : Au-delà (Hereafter) de Clint Eastwood
- 2011 : J. Edgar de Clint Eastwood
- 2012 : Une nouvelle chance (Trouble with the Curve) de lui-même
- 2014 : Jersey Boys de Clint Eastwood
- 2014 : American Sniper de Clint Eastwood
- 2021 : Le Vétéran (The Marksman) de lui-même

### Scénariste
- 2021 : Le Vétéran (The Marksman) de lui-même